# Eresina saundersi
Eresina saundersi är en fjärilsart som beskrevs av Henry Stempffer 1956. Eresina saundersi ingår i släktet Eresina och familjen juvelvingar. Inga underarter finns listade i Catalogue of Life.